# Pamela Healy
Pamela Healy, född den 24 juni 1963 i San Francisco, är en amerikansk seglare.
Hon tog OS-brons i 470 i samband med de olympiska seglingstävlingarna 1992 i Barcelona.